# Véronique Dugailly
Véronique Dugailly (ur. 1 stycznia 1967 w Uccle) – belgijska narciarka alpejska, uczestniczka Zimowych Igrzysk Olimpijskich 1994.

## Osiągnięcia

### Igrzyska olimpijskie
| Miejsce | Dzień        | Rok  | Miejscowość | Konkurencja | Czas biegu  | Strata   | Zwyciężczyni    |
| ------- | ------------ | ---- | ----------- | ----------- | ----------- | -------- | --------------- |
| DNF     | 19 lutego    | 1994 | Lillehammer | Zjazd       | -           | -        | Katja Seizinger |
| 23.     | 20-21 lutego | 1994 | Lillehammer | Kombinacja  | 3:38,09 min | +32,93 s | Pernilla Wiberg |

### Mistrzostwa świata
| Miejsce | Dzień     | Rok  | Miejscowość | Konkurencja | Czas biegu  | Strata   | Zwyciężczyni    |
| ------- | --------- | ---- | ----------- | ----------- | ----------- | -------- | --------------- |
| 37.     | 10 lutego | 1993 | Morioka     | Gigant      | 2:38,86 min | +21,27 s | Carole Merle    |
| 35.     | 11 lutego | 1993 | Morioka     | Zjazd       | 1:34,70 min | +7,32 s  | Kate Pace       |
| 45.     | 14 lutego | 1993 | Morioka     | Supergigant | 1:44,39 min | +10,87 s | Katja Seizinger |

### Mistrzostwa świata juniorów
| Miejsce | Dzień     | Rok  | Miejscowość | Konkurencja | Czas biegu  | Strata  | Zwyciężczyni   |
| ------- | --------- | ---- | ----------- | ----------- | ----------- | ------- | -------------- |
| 31.     | 28 lutego | 1985 | Jasná       | Zjazd       | 1:31,28 min | +9,16 s | Astrid Geisler |

### Puchar Świata

#### Miejsca w klasyfikacji generalnej
Dugailly nigdy nie zdobyła punktów PŚ.